# Anne Maria Chapman
Anne Maria Chapman, geb. Maynard (* 13. Januar 1791 in Henley-on-Thames, Grafschaft Oxfordshire, England; † 12. Dezember 1855 in Maketu, im heutigen Western Bay of Plenty District der Region Bay of Plenty Neuseeland) war eine Laienmissionarin der Church Mission Society (CMS).

## Frühes Leben
Anne Maria Maynard wurde am 13. Januar 1791 als Tochter der Eheleute Sarah Binfield und Thomas Maynard, Metzger von Beruf, in Henley-on-Thames in der Grafschaft Oxfordshire geboren. Über ihre Kindheit, Jugend und Ausbildung ist nichts bekannt. Anne Maria heiratete am 14. Dezember 1822 Thomas Chapman in der Kirche St Mary's in Henley-on-Thames und nahm seinen Namen an. Aus der Ehe gingen keine Kinder hervor.

## Neuseeland
Anne Maria verließ zusammen mit ihrem Mann England am 18. Januar 1830 mit dem Ziel, als Laienmissionare für die Church Mission Society (CMS) in Neuseeland tätig zu werden. Sie reisten auf dem Schiff Arab von London nach Hobart und danach nach Sydney, wechselten dort auf die Active und erreichten Paihia in Neuseeland am 1. August 1830.
Von 1831 bis 1833 war Anne Maria mit ihrem Mann in Kerikeri tätig, wo er Lagerverwalter der Missionsstation war und Anne Maria in der Schule für Frauen unterrichtete. 1833 kehrten sie nach Paihia zurück, um dort zu unterrichten. Am 8. August 1835 reisten sie für ihre Missionsarbeit über Tauranga und Maketu nach Koutu (heute ein Stadtteil von Rotorua), das sie am 24. September 1835 erreichten. Sie errichteten dort eine Missionsschule, deren Existent aber nur von kurzer Dauer war. Da am Weihnachtstag 1835 ein Māori-Häuptling in der Gegend getötet wurde, griff der Stamm des Häuptling Te Waharoa die Siedlung Ohinemutu (heute Stadtteil von Rotorua) und zerstörte auch die Missionsschule in Koutu.
Anne Maria und ihr Mann suchten Zuflucht in Tauranga, kehrten aber trotz ihrer Erinnerungen an zerstückelte Leichen am 13. Januar 1838 nach Rotorua zurück und eröffneten dieses Mal aber eine Missionsschule auf der sicheren Insel Mokoia Island im Lake Rotorua gelegen. Mitte 1840 wurde die Missionsstation nach Te Ngae am Ostufer des Lake Rotorua verlegt. In den folgenden zehn Jahren unterrichtete sie dort in christlichen und auch weltlichen Fächern und kümmerte sich um die Unterbringung und Pflege von Māori-Waisenkinder als auch Invaliden. Auch Reisenden gewährte sie Unterkunft, zu denen auch damalige Persönlichkeiten wie Bischof George Augustus Selwyn, Richter William Martin, Gouverneur George Edward Grey und sogar Bischof Jean-Baptiste Pompallier gehörte, letzterer einer anderen Konfession zugehörig. Von ihrer Missionsstation aus reiste Anne Maria nur selten. Zu den wenigen Reisen gehörten der Besuch ihrer Freundin Charlotte Brown in Tauranga oder eine Reise zu den Pink and White Terraces am Lake Rotomahana. Entsprechend einsam fühlte sie sich, da ihr Mann oft auf Missionsreisen war.
1851 zogen Anne Maria und ihr Mann zurück nach Maketu, das nun ihr ständiges Zuhause werden sollte. Auch dort empfing sie Besucher aller Art und war für ihre Gastfreundschaft bekannt. Nach nachlassender Sehkraft und einer tödlichen Erkrankung verstarb Anne Maria am 12. Dezember 1855 in der Missionsstation in Maketu.